# Даррен Єнсен
Даррен Єнсен (англ. Darren Jensen, нар. 27 травня 1960, Крестон, Британська Колумбія) — колишній канадський хокеїст, що грав на позиції воротаря.

## Ігрова кар'єра
З 1980 виступав за команду Університету Північної Дакоти (НКАА).
Професійну хокейну кар'єру розпочав 1983 року.
1980 року був обраний на драфті НХЛ під 106-м загальним номером командою «Гартфорд Вейлерс». 
Усю професійну клубну ігрову кар'єру, що тривала 7 років, провів, захищаючи кольори команди «Філадельфія Флаєрс», дебютував у складі льотчиків після загибелі шведського воротаря Пелле Ліндберга.

## Тренерська робота
У листопаді 2015 очолив клуб юніорської хокейної ліги Kootenay «Саммерленд».

## Нагороди та досягнення
- Трофей Вільяма М. Дженнінгса разом з Бобом Фросом — 1986.